# Тюменське ханство (Кавказ)
Тюменське ха́нство — феодальна держава в Дагестані, що утворилася наприкінці XIV століття. 1594 року підкорено Московським царством.

## Назви
Відоме як Тюменське володіння (князівство, шевкальство, шамхальство) або Шевкальський (Кавказький, Каспійський (Хвалимський) Тюмен. А-К.Бакіханов і К.М.Алієв свіввідносять його з гіпотетичною державою Туман, що нібито існувало за часів гунів. Дослідник Гусейнов виводить назву Тюмен від «Темен», що з кумикської мови перекладається як «Нижній».

## Історія
Точна дата утворення ханства невідома, ймовірно утворилося під час великої зам'ятні в Золоті Орді. Згідно ногайських легенд засновником був Майки-бій з племені уйсун. Тривалий час вважалося, що про Тюмен згадано у записах католицьких місій 1392 року, але на думку подальших дослідників цій запис відноситься до регіону Лакз.
Перша письмова згадка про нього відноситься до 1404 року, коли Іоанн де Галоніфонтібус, католицький архієпископ Солтаніє, серед кавказьких держав згадує володіння Гумат («Тумат»), яке сучасні дослідники оттожнюють з Тюменом. Згідно московських літописів відомо, що 1475 року купці намагалися дістатися Тюмена для здійснення тут обміну крамом. 1478 року Шейх Гайдар з ордену Сефевіє (батько шаха Ісмаїла I) захопив та пограбував Тюмен.
1494 року сюди прибув Муртаза, син Ахмат-хана з Великої Орди, який невдовзі захопив владу в Тюмені. 1515 року тюменські татари зазнали поразки від астраханського хана Джанібека. Внаслідок цього Тюменське ханство визнало зверхність Астрахані. Втім 1532 року тюменський хан Ак-Кубек зумів на декілька місяців захопити Астрахань. У 1533 році Тюменське ханство визнає зверхність Газікумухського шамхальства,  1549 року тюменці зазнали поразок від ногайців. З 1550 року тут починає панувати спорідненна гілказ шамхалів.
1554 року до Тюмені втік астраханських хан Ямгурчі, що був зятем Тюменському шевкалу. 1556 року після встановлення московським військом влади над Астраханським ханством правитель Тюмені відправив свого посланця до Москви з пропозицією миру та вільної торгівлі. 1557 року Тюменське ханство номінально визнало зверхність царя, ймовірно сподіваючись чим захиститися від нападів ногайців.
Разом з тим політику тюменські правителі проводили більш антимосковську, оскільки боролися проти союзників московського царя. Невдовзі за цим війська ханства підтримали походи газікумуського шамхала Будая I проти Темрюка Ідаровича, уалій-пши Малої Кабарди. 1560 року в Тюменському ханстві було надано прихисток синам загиблого Юсуф-бія, противників Ісмаїл-бія, союзника Москви.
У відповідь на такі дії 1560 року московське військо на чолі із воєводою І.Черемисовим-Карауловим здійснило похід проти Тюменського ханства та його сюзерена — Тарковського шамхальства, завдавши військового і економічного удару. Втім спроби поставити на тюменський трон промосковського претендента Мамая Агішева не мали успіху.
В подальшому правителі ханства намагалися маневрувати між Тарки і Москвою, але 1571 року після спалення останнього кримськотатарським військом Тюменське ханство обрало бік ворогів московського царя. У другій половині XVI ст. столицю ханство було зруйновано річковими повенями. Це завдало потужно удару державі. Відбувається поступовий занепад. На місці Тюмені в 1588—1589 роках за наказом царя Федора I побудовано Тюменський острог (в подальшому відоме як Терське місто. Тюменський володар султанай переніс столицю на річку Сулак.
За цим відбувається послаблення Тарковського шамхальство, що дозволило 1594 року московським загонам остаточно ліквідувати Тюменське ханство. Сурганай разом зі знаттю та частиною населення переселився до Ендирейського князівства, під владу Султана-Мути (з династії Тарковских шамхалів). Син Сурганай — айдек — у 1641 року очолював тюменських татар проти московитів.

## Територія і населення
Розташовувалося у пониззі річки Терек, відповідає території сучасного Північно-Східного Дагестану. Точні його межі дослідниками не встановлено, проте відомо, що володіння межувало на заході з Кабардою. Столицею був спочатку Тюмен, а потім місто на річці Сулак (назва невідома, можливо та ж сама).
Основним населенням були тюменські татари (гілки східних половців)

## Устрій
У джерелах правителів називали князем, шамхалом і іноді навіть царем. Відомо, що його влада була спадковою — ймовірно, дотримувався принцип старшинства. Часто при передачі трону тут виникали усобиці.

## Відомі володарі
- Муртаза (1495—1514)
- Хаджи-Ахмад (1514—1515)
- Ак-Кубек (1515—1550)
- Агіш (1550—1559)
- Токлуй (1559—1569), брат попереднього
- Атяков або Айтек (1569—1581), небіж попереднього
- Султанай (1581—1594), син попереднього